# Municipio de Pleasant Valley (condado de Clay)
El municipio de Pleasant Valley (en inglés: Pleasant Valley Township) es un municipio ubicado en el condado de Clay en el estado estadounidense de Dakota del Sur. En el año 2010 tenía una población de 166 habitantes y una densidad poblacional de 1,78 personas por km².

## Geografía
El municipio de Pleasant Valley se encuentra ubicado en las coordenadas 42°57′12″N 96°58′59″O / 42.95333, -96.98306. Según la Oficina del Censo de los Estados Unidos, el municipio tiene una superficie total de 93.02 km², de la cual 93,02 km² corresponden a tierra firme y (0 %) 0 km² es agua.

## Demografía
Según el censo de 2010, había 166 personas residiendo en el municipio de Pleasant Valley. La densidad de población era de 1,78 hab./km². De los 166 habitantes, el municipio de Pleasant Valley estaba compuesto por el 96,39 % blancos, el 0,6 % eran amerindios y el 3,01 % eran de una mezcla de razas. Del total de la población el 0 % eran hispanos o latinos de cualquier raza.